# Wenham Museum

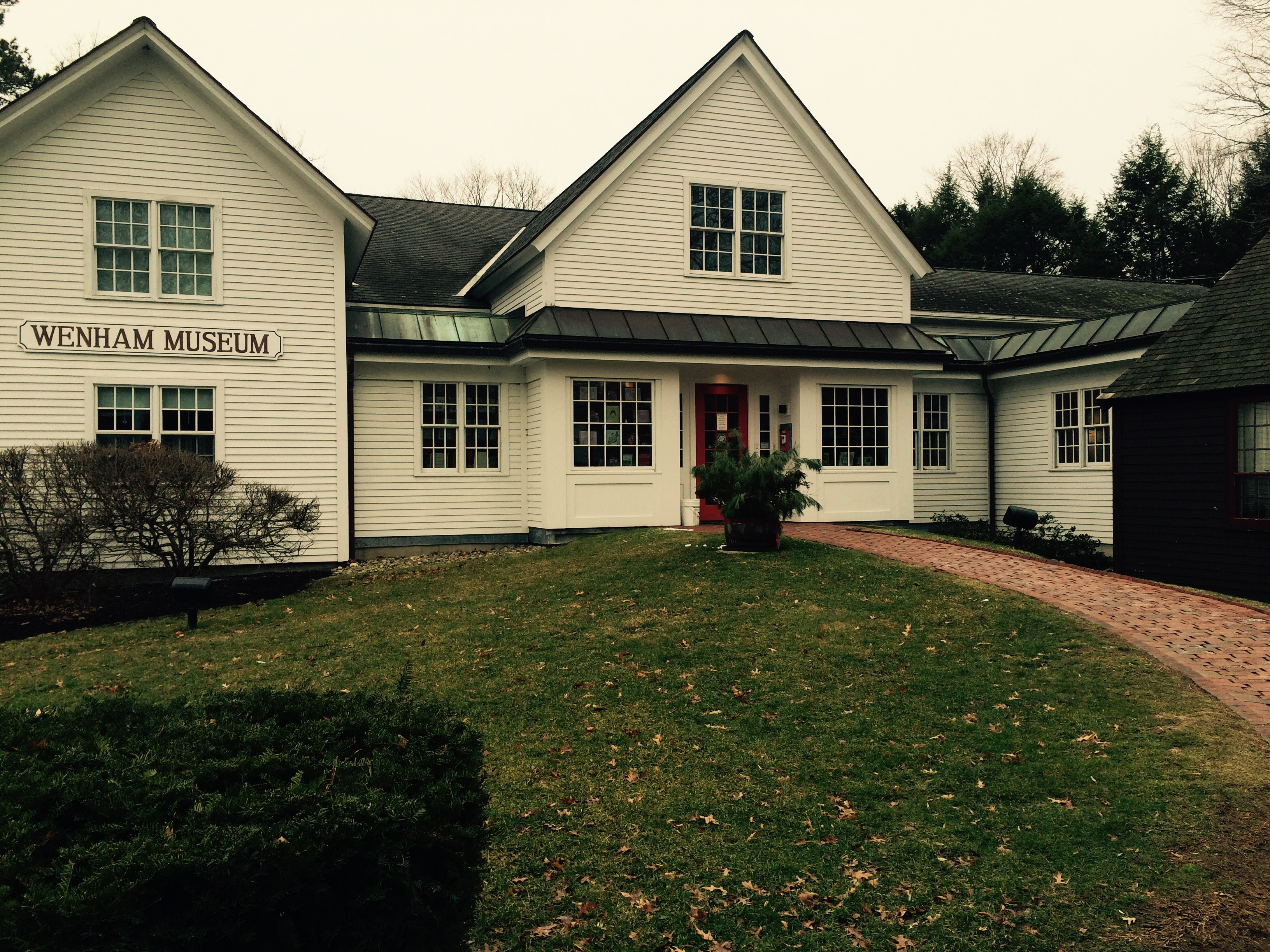
Wenham Museum

Das Wenham Museum ist ein Museum in Wenham, Massachusetts, USA.
Das Museum wurde 1922 eröffnet und liegt neben dem Claflin-Richards House. Es zeigt eine große Sammlung von Antiquitäten, einschließlich einer Puppensammlung und einem Modelleisenbahn-Diorama.